# Lacombe Lucien
Lacombe Lucien – francuski dramat wojenny z 1974 roku w reżyserii Louisa Malle’a, osadzony w realiach II wojny światowej. Zdjęcia kręcono na terenie departamentów Lot (Figeac, Arcambal, Sénaillac-Lauzès) oraz Tarn i Garonna (Montauban).

## Fabuła
Czerwiec 1944 roku. Osiemnastoletni Lucien Lacombe, prowincjusz z Oksytanii pracuje w przytułku. Jego ojciec przebywa w obozie jenieckim, a matka romansuje z sąsiadem. Po odrzuceniu przez Ruch Oporu ze względu na zbyt młody wiek, chłopak dołącza do grupy Francuzów działających na rzecz niemieckiego okupanta. Lucien umiejętnie wykorzystuje swą pozycję kolaboranta, terroryzując rodaków przeciwstawiających się Niemcom. Jego udane życie jednak komplikuje się, gdy poznaje Żydówkę France Horn, córkę ukrywającego się krawca.

## Obsada
- Pierre Blaise – Lucien Lacombe
- Aurore Clément – France Horn
- Holger Löwenadler – krawiec Albert Horn, ojciec France
- Therese Giehse – Bella Horn, babcia France
- Gilberte Rivet – matka Luciena
- Stéphane Bouy – kolaborant Jean-Bernard de Voisin
- Jean Bousquet – porucznik Robert Peyssac ps. „Wolter”, nauczyciel i bojownik FFI
- Loumi Iacobesco – aktorka Betty Beaulieu, kochanka Jean-Bernarda
- René Bouloc – kolaborant Stéphane Faure
- Pierre Decazes – kolarz Henri Aubert, kolaborant
- Jean Rougerie – kolaborant Pierre Tonin, b. inspektor policji francuskiej
- Pierre Saintons – kolaborant Hippolyte
- Cécile Ricard – pokojówka Marie
- Jacques Rispal – gospodarz Laborit

## Odniesienia historyczne
Film nawiązuje do prawdziwej historii „gangu La Carlingue” – grupy francuskich kolaborantów zatrudnianych do pomocy przez komendę Sipo-SD w Paryżu. Na jego czele stali Henri Lafont, przedwojenny kryminalista, oraz Pierre Bonny, policjant zwolniony za korupcję ze służby w 1935 r. Dwunastu głównych przywódców tzw. francuskiego Gestapo z rue Lauriston 93, po wyzwoleniu skazano na karę śmierci i stracono w grudniu 1944 roku.
Problem kolaboracji Francuzów z nazistami nie był wcześniej poruszany w kinie francuskim. Dlatego Malle, sugerując w swym filmie, iż kolaborantem mógł zostać każdy Francuz bez względu na pochodzenie społeczne, wywołał we Francji skandal. W istocie jednak twórca dotknął istoty problemu: Paul Jankowski pisał, że kolaborantów mogło być tylu, ilu członków Ruchu Oporu. Ponadto film Malle’a zapoczątkował w kinie francuskim zwrot ku tematyce historycznej związanej z okresem wojenno-okupacyjnym, określany jako „mode rétro”.
Spóźnione przeciwstawienie demaskatorskiemu filmowi Malle'a zaproponował François Truffaut w filmie Ostatnie metro (1980), w którym korzystniej przedstawił postawę Francuzów podczas II wojny światowej.